# Luke Rides Roughshod
Luke Rides Roughshod (Luke's Western Romance o Luke Rides Roughshod) è un cortometraggio muto del 1916 prodotto e diretto da Hal Roach.  Interpretato da Harold Lloyd, il film fa parte della serie di comiche che avevano come protagonista il personaggio di Lonesome Luke.

## Trama
Nel West, Luke cambia i suoi abiti con quelli di un fuorilegge. Ovviamente, mentre si trova a camminare per le vie della città, viene scambiato per il ricercato. Comincia così una frenetica caccia all'uomo.

## Produzione
Il film fu prodotto da Hal Roach per la Rolin Films. Venne girato dal 14 al 21 marzo 1916.

## Distribuzione
Distribuito dalla Pathé Exchange, il film - un cortometraggio in una bobina - uscì nelle sale cinematografiche USA il 10 luglio 1916. La Pathé Frères lo distribuì in Francia nel 1917.